# Гай (Золотоніський район)
Гай— село в Україні, у Золотоніському районі Черкаської області. Входить до складу Шрамківської сільської громади. Населення — 75 чоловік (на 2009 рік).

## Історія
- Хутір є на мапі 1869 року як хутір без назви.[3]
- У 1811 році на хуторі Гай жило 66 осіб (34 чоловічої і 32 жіночої статі).[4]

- Село постраждало внаслідок геноциду українського народу, проведеного окупаційним урядом СРСР 1932—1933 та 1946–1947 роках.